# Окталіз
Окталіз (англ. Octalysis; утворено від octagon (восьмикутник) + analysis (аналіз, вивчення, розбір) — система мотивації, яка складається з восьми ключових елементів, розроблена тайвансько-американським бізнесменом та фахівцем у гейміфікації Ю Кай Чоу.
На думку Ю Кай Чоу, основних факторів мотивації людини вісім:
1. Значення та покликання
2. Розвиток і досягнення
3. Розширення можливостей творчості та зворотного зв'язку
4. Відчуття власності та володіння
5. Соціальний вплив і зв'язок
6. Обмеженість ресурсів і нетерпіння
7. Непередбачуваність і зацікавленість
8. Уникання негативу[2][3]

Фреймворк «Окталіз» описано в книзі Ю Кай Чоу «Actionable Gamification: Beyond Points, Badges, and Leaderboards» («Гейміфікуй це. Що криється за балами, значками та таблицями лідерів»). Він використовується для того, щоб за допомогою восьми основних стимулів підштовхувати людину до потрібних дій: покупок, навчання, старанної роботи тощо. Окталіз використовується не тільки в ігровій індустрії, але також в спорті, маркетингу, дизайні та інших сферах життя.